# Courvite à double collier
Rhinoptilus africanus
Espèce
Statut de conservation UICN

 LC  : Préoccupation mineure
Le Courvite à double collier (Rhinoptilus africanus) est une espèce d'oiseaux limicoles de la famille des Glareolidae.

## Description

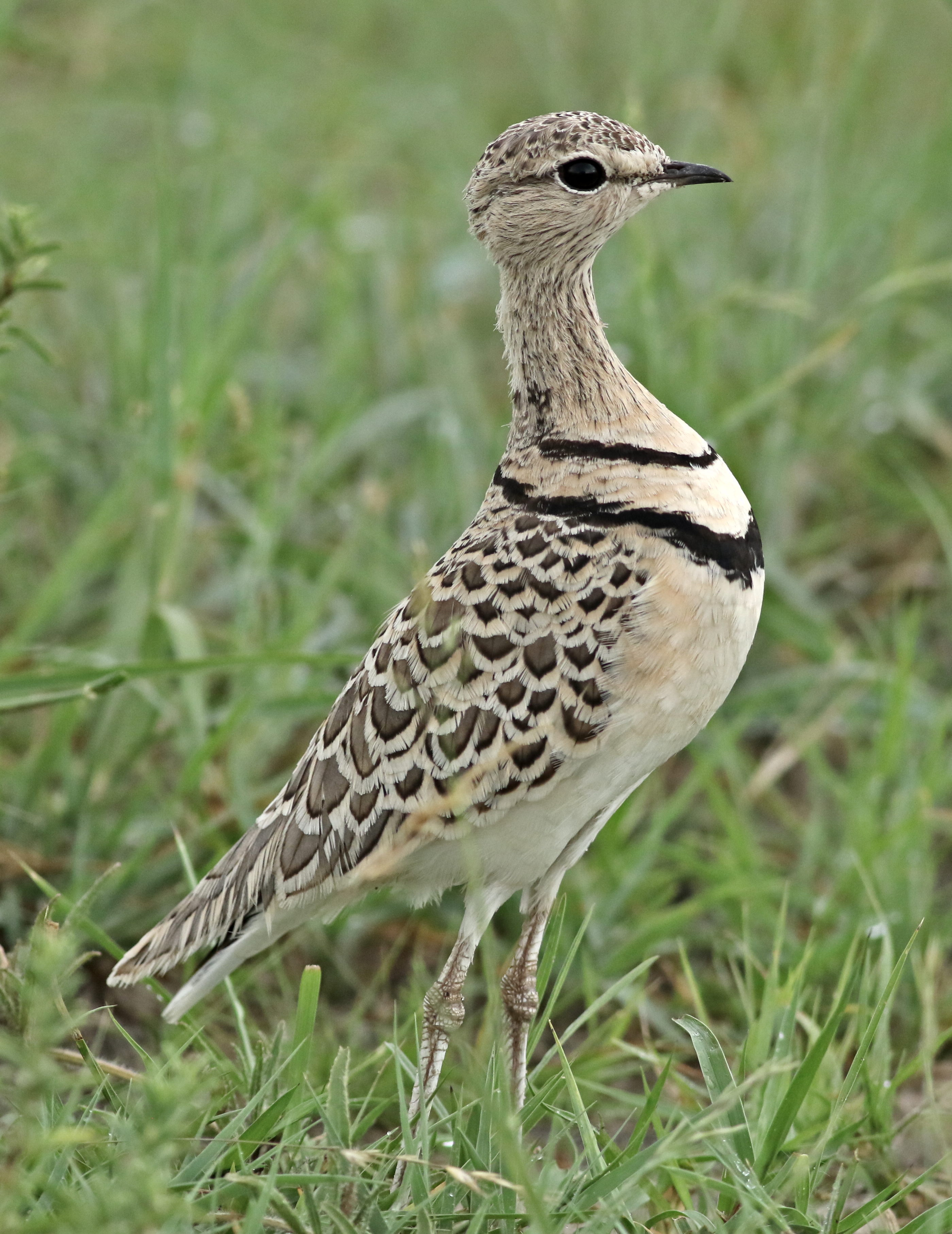
sous-espèce traylori au Botswana

Cet oiseau vit en Afrique de l'Est et en Afrique australe.

## Taxinomie
D'après la classification de référence (version 15.1, 2025) de l'Union internationale des ornithologues, le Courvite à double collier possède 8 sous-espèces (ordre philogénique) :
- R. a. raffertyi Mearns, 1915 — Éthiopie ;
- R. a. hartingi Sharpe, 1893 — sud-est de l'Éthiopie et Somalie ;
- R. a. gracilis (Fischer, GA & Reichenow, 1884) — sud du Kenya et nord de la Tanzanie ;
- R. a. bisignatus (Hartlaub, 1865) — sud-ouest de l'Angola ;
- R. a. erlangeri Niethammer & Wolters 1966 — nord-ouest de la Namibie ;
- R. a. traylori Irwin, 1963 — nord-est du Botswana et ouest du Zimbabwe ;
- R. a. africanus (Temminck, 1807) — est de la Namibie, Botswana et nord de l'Afrique du Sud ;
- R. a. granti Sclater, WL, 1921 — ouest de l'Afrique du Sud.